# الدماغ والسلوك
الدماغ والسلوك، هي مجلة علمية شهرية يتم استعراضها من قبل الأقران وتغطي علم الأعصاب وعلم الأعصاب وعلم النفس والطب النفسي. تأسست في عام 2011، وتنشر من قبل ويلي بلاكويل ورئيس التحرير هو مارين مارتان (جامعة كاليفورنيا، سان دييغو). 
تقبل المجلة عمليات التقديم المباشرة وكذلك الطلبات التي تشير إليها صحف ويلي بلاكويل الأخرى. وبعض هذه المجلات مملوكة لمجتمعات، وأعضاء هذه الجمعيات مؤهلون للحصول على رسوم مطبوعة مخفضة.

## الاستخلاص والفهرسة
المجلة مجردة ومفهرسة في:

- إنفوتراك
- امباسي
- الفهرس الطبي / مدلاين / ببمد[7]
- قواعد بيانات بروكويست[8]
- مؤشر الاقتباس العلمي
- سكوبس[9]

وفقًا لتقارير الاقتباس من المجلة ، فإن عامل التأثير للمجلة لعام 2017 يبلغ 2.219.